# کوسج علیا
کوسج علیا یک روستا در ایران است که در دهستان انگوران واقع شده‌است. کوسج علیا ۴۰۰ نفر جمعیت دارد.